# Trossenfurt
Trossenfurt ist ein Gemeindeteil der Gemeinde Oberaurach im unterfränkischen Landkreis Haßberge in Bayern.

## Geografische Lage
Das Pfarrdorf liegt im Tal der oberen Aurach im nördlichen Steigerwald. Nachbarorte sind Eltmann (6,1 km) und Weisbrunn (2,5 km) im Norden, Kirchaich (1,8 km) im Osten, Hummelmarter (2,9 km) im Süden und Tretzendorf (0,9 km) im Westen.
Der höchste Punkt des Ortes befindet sich auf 341 m ü. NHN (Kapelle auf dem Kirchberg), der niedrigste auf etwa 303 m ü. NHN an der Aurachbrücke (Conrad-Vetter-Straße 36 bzw. 45).

## Geschichte

Historische Karte von Trossenfurt aus dem Jahr 1847

Das nordöstliche Gebiet des Steigerwaldes wurde bis zur Mitte des 8. Jahrhunderts von Slawen bewohnt. Mit Unterstützung dieser slawischen Siedler entstand vermutlich im 8./9. Jahrhundert die Rodung Trossenfurt (früher auch Trosenfurt). Der Ortsname beinhaltet wahrscheinlich den slawischen Vornamen Droz/Drez (vgl. Nachbarort Tretzendorf und Trosdorf bei Bischberg).
Die Bodenverhältnisse erlaubten nur mittelmäßigen Getreide- und etwas Hopfenbau, die Mehrheit der Bewohner lebte früher vom Holzhandel.
Aus einem 1865 von Conrad Vetter gegründeten kleinen Steinmetzbetrieb entwickelte sich, begünstigt durch den Bauboom der Gründerzeit, rasch ein großes Unternehmen (Deutsche Steinwerke AG), das noch in Eltmann existiert. Conrad Vetter eröffnete um Trossenfurt und Tretzendorf bedeutende Steinbrüche aus Sandstein.
Seit dem 1. Mai 1978 gehört Trossenfurt zur neu gebildeten Gemeinde Oberaurach.

## Kirchliche Verhältnisse
Ursprünglich bildete Trossenfurt einen Teil der Großpfarrei Eltmann, wie aus einem Dokument von 1423 hervorgeht. Es scheint zu dieser Zeit aber schon Lösungsbestrebungen von der Mutterkirche gegeben haben, da 1425 der Kapelle zu Trossenfurt Taufstein und Friedhof bestätigt wurden, was normalerweise nur Pfarrkirchen vorbehalten war. Doch auch noch 1520 gehörten Trossenfurt und Tretzendorf zur Pfarrei Eltmann. 1650 waren beide Dörfer Filialen der Pfarrei Oberschleichach, wurden 1671 vorübergehend wieder zur Pfarrei Eltmann und bald darauf erneut zur Pfarrei Oberschleichach gezählt. Mit der Führung von Kirchenmatrikeln wurde 1687 begonnen. 1802 wurde in Trossenfurt eine Kaplanei eingerichtet, jedoch bereits 1805 wieder aufgehoben. Erst 1922 wurde der Ort zur Kuratie erhoben, nunmehr mit Oberschleichach als Filialkirche. Seit 2009 gehören beide Gemeinden zusammen mit Limbach und der Pfarrei Eltmann und zugehörigen Ortschaften zur Pfarreiengemeinschaft Main-Steigerwald mit Pfarrsitz in Eltmann.
Da die Reformation auf Trossenfurt keine Auswirkungen hatte, blieb das Dorf bis zur Mitte des 20. Jahrhunderts rein katholisch. Erst nach dem Zweiten Weltkrieg kam es zu einem Zuzug einiger evangelisch-lutherischer Glaubensangehöriger, die von der Pfarrei Trabelsdorf betreut werden.

## Baudenkmäler
In der Liste der Baudenkmäler in Oberaurach sind für Trossenfurt zwölf Baudenkmale aufgeführt, darunter: 

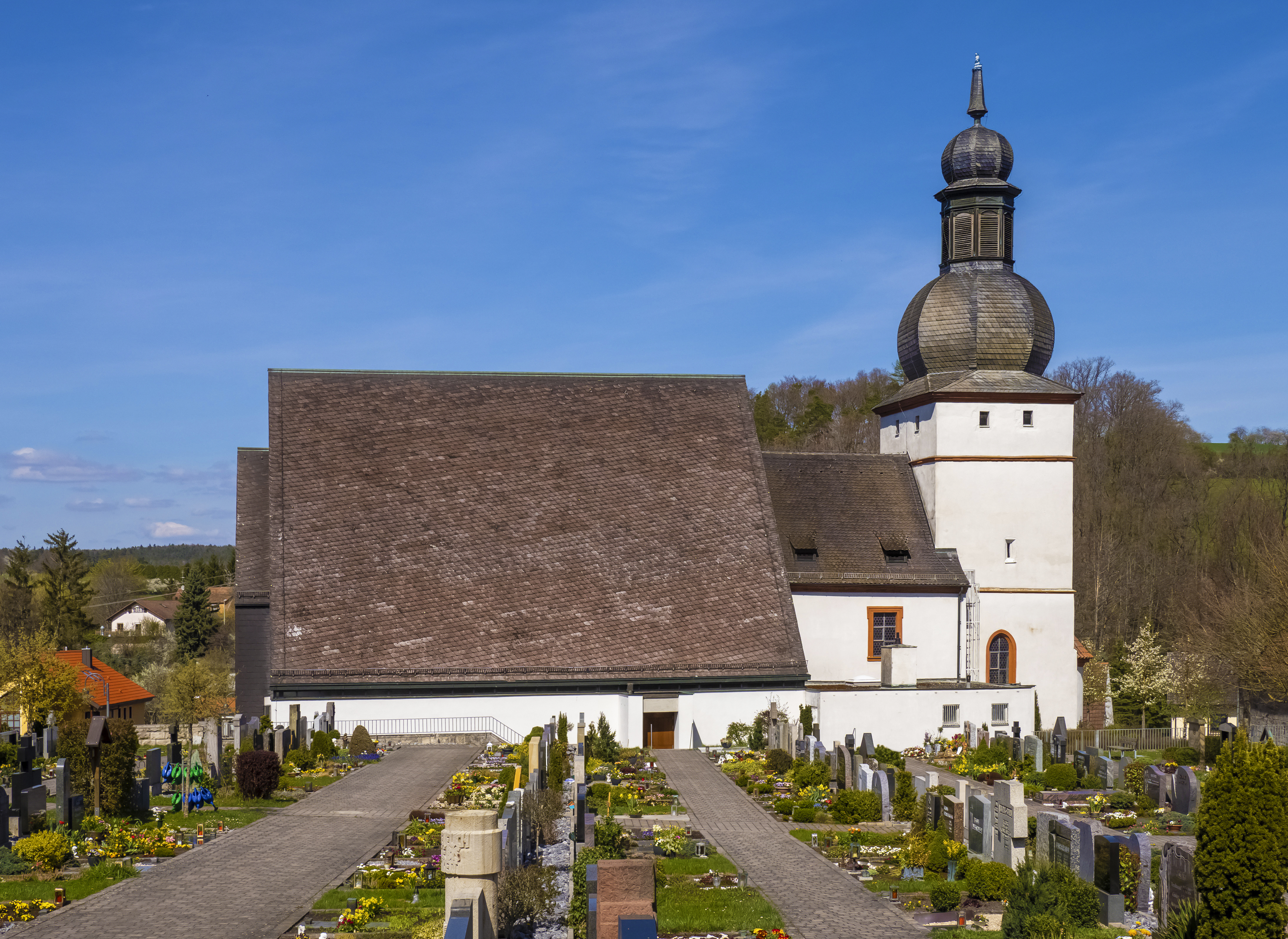
St. Jacobus in Trossenfurt

- Katholische Kirche St. Jacobus der Ältere

Aus Sandstein gefertigter Saalbau mit Satteldach, Chorturm mit halbrunder Apsis und Zwiebelhaube mit Laterne; erbaut in der zweiten Hälfte des 13. Jahrhunderts, Chor im 15. Jahrhundert, das Langhaus wurde von 1730 bis 1750 verändert und 1922 bzw. 1975 erweitert
- Conrad-Vetter-Str. 36

Früher Brauerei und Gasthof Zettelmaier: eingeschossiger Sandsteinbau mit Mansardenwalmdach aus der zweiten Hälfte des 18. Jahrhunderts; Scheune und Stall ein- und zweigeschossig, aus Sandsteinquadern mit Satteldach, 19. Jahrhundert; Remise mit Satteldach und Bodenraum aus dem 19./20. Jahrhundert; Kegelbahn mit offenem Satteldach auf Holzständern und Kopfbau aus Sandsteinquadern aus dem 19. Jahrhundert. Die Brauerei wurde 1870 gegründet und gehörte 1876 Georg Büttner, 1920 Michael Büttner, 1950/55 Konrad Zettelmaier und 1960 Georg Zettelmaier. 1959 wurden 30 Einzel- und Doppelzimmer „mit fließendem Wasser“ angepriesen. Die Brauerei wurde 1963 geschlossen, die Gaststätte noch bis etwa 1990 betrieben. Die Brauerei Roppelt (An der Steige 2) steht zwar nicht unter Denkmalschutz, befindet sich aber seit 1889 in Familienbesitz und lässt sich bis 1701 zurückverfolgen.
- Raiffeisenstraße 5

Von Conrad Vetter 1897 erbaute Villa im Renaissance-Stil inmitten einer Parkanlage mit altem Baumbestand, eingeschossiger Bau aus Sandsteinquadern mit Risaliten, Eckerker und Mansardenwalmdach, auf der Nordseite zweigeschossiger Satteldachflügel aus Sandsteinquadern
- Kapelle

Für die Gefallenen des Zweiten Weltkrieges auf dem Kirchberg, 1952 erbaut

## Persönlichkeiten
- Gislar Stieber (1891–1956), Benediktinerpater und Abt des Klosters Niederaltaich